# Mỹ Phước (Long Xuyên)
Mỹ Phước is een phường in de stad Long Xuyên, in de Vietnamese provincie An Giang. Mỹ Phước ligt aan de westelijke oever van de Hậu.